# North American T-2 Buckeye
North American T-2 Buckeye là một loại máy bay huấn luyện của Hải quân Hoa Kỳ. Nó được đưa vào sử dụng năm 1959, đến năm 2008 bị T-45 Goshawk thay thế.

## Biến thể

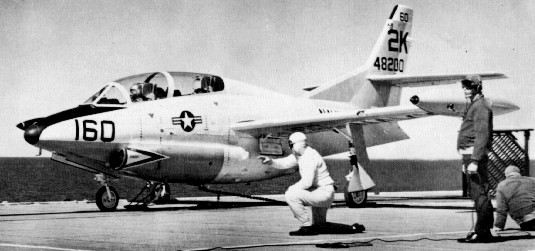
T-2A thuộc VT-7 trên tàu USS Antietam đầu thập niên 1960.

T-2A
YT-2B
T-2B
YT-2C
T-2C
DT-2B and DT-2C
T-2D
T-2E

## Quốc gia sử dụng

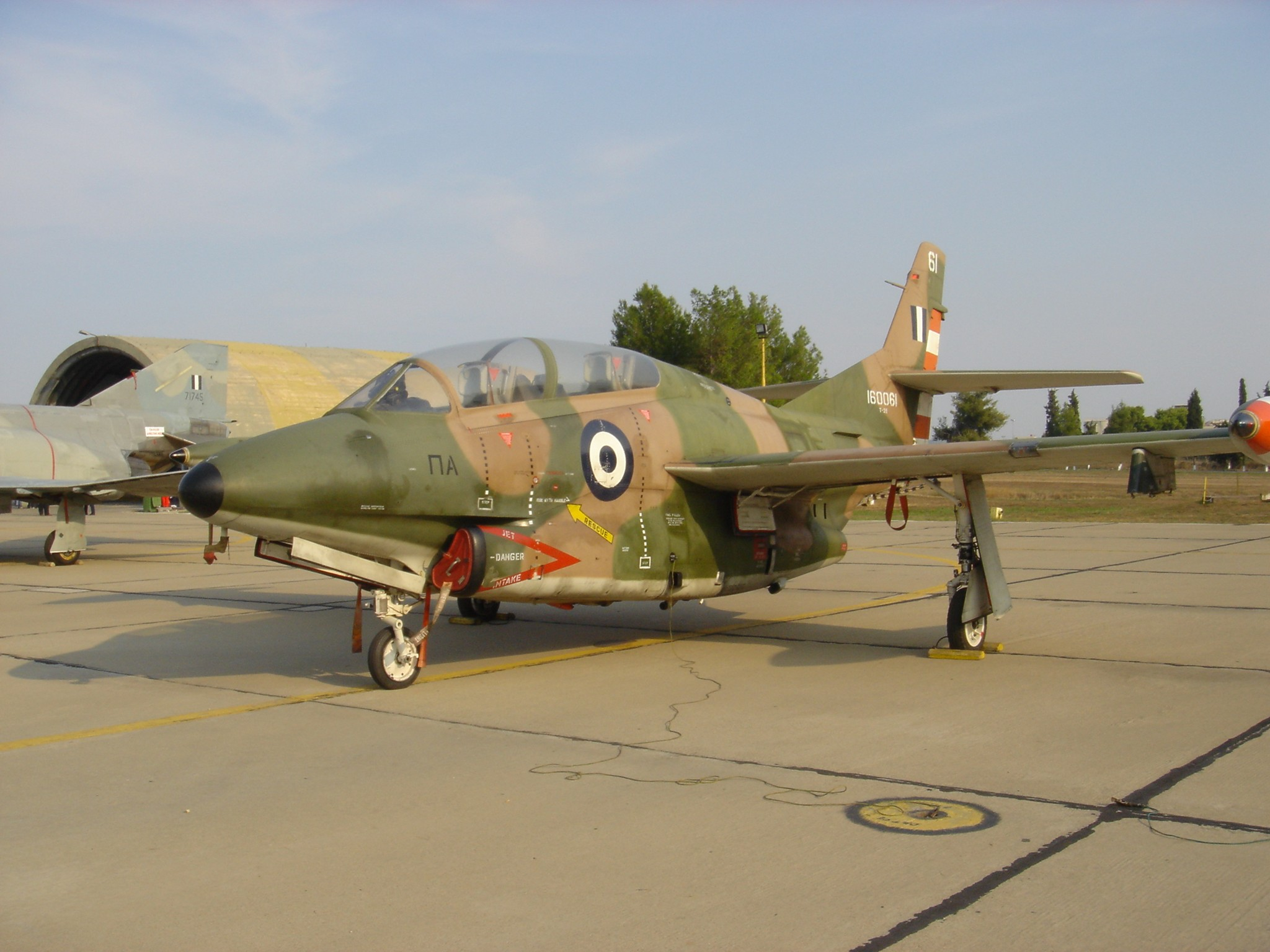
T-2E Buckeye thuộc không quân Hy Lạp.

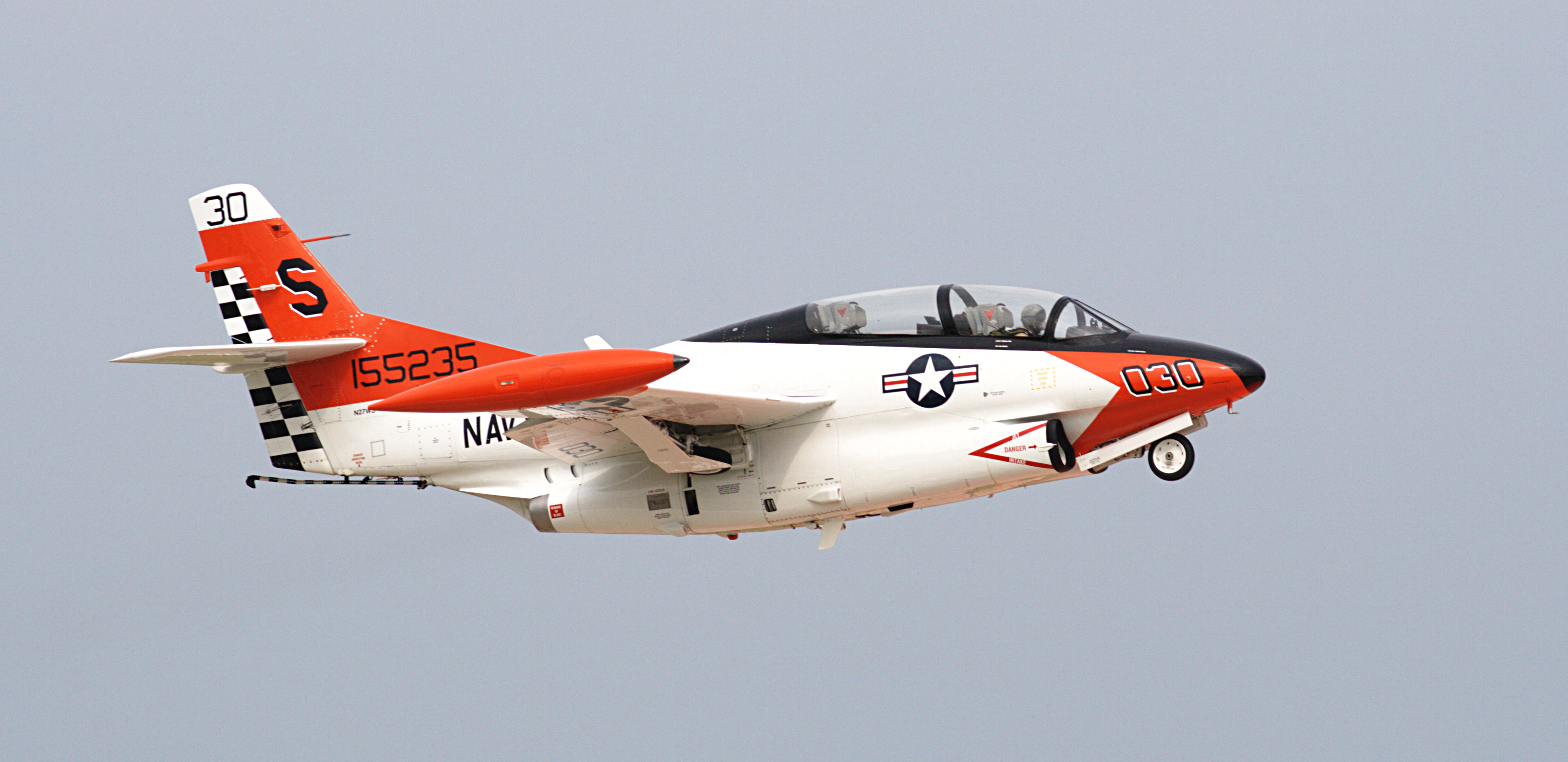
Một chiếc T-2B Buckeye thuộc sở hữu tư nhân sơn màu hải quân Hoa Kỳ

Hy Lạp
- Không quân Hy Lạp

 Hoa Kỳ
- Hải quân Hoa Kỳ

 Venezuela
- Không quân Venezuela

## Tính năng kỹ chiến thuật (T-2C Buckeye)
Dữ liệu lấy từ Jane's All The World's Aircraft 1976–77
Đặc điểm tổng quát
- Tổ lái: 2
- Chiều dài: 38 ft 31⁄2 in (11,67 m)
- Sải cánh: 38 ft 11⁄2 in[5] (11,62 m)
- Chiều cao: 14 ft 91⁄2 in (4,51 m)
- Diện tích cánh: 255 ft2 (23,69 m²)
- Trọng lượng rỗng: 8.115 lb (3.680 kg)
- Trọng lượng cất cánh tối đa: 13.179 lb (5.977 kg)
- Động cơ: 2 × General Electric J85-GE-4 kiểu turbojet, 2.950 lbf (13,12 kN) mỗi chiếc

 Hiệu suất bay 
- Vận tốc cực đại: 453 knot (522 mph, 840 km/h) trên độ cao 25.000 foot (7.600 m)[chuyển đổi: tùy chọn không hợp lệ]
- Tầm bay: 909 hải lý (1.047 mi, 1.685 km)
- Trần bay: 40.400 ft (12.315 m)
- Vận tốc leo cao: 6.200 ft/phút (31,5 m/s)